# Каминский, Феликс Витольдович
Фе́ликс Вито́льдович Ками́нский (англ. Felix Kaminsky; род. 6 апреля 1938) — советский, российский и канадский учёный-геолог, минералог, петролог и геохимик, профессор, доктор геолого-минералогических наук, лауреат Государственной премии СССР (1991), член-корреспондент РАН (2019).
Специалист в области геохимии мантии Земли и минералогии алмаза. Один из первооткрывателей алмазов в Архангельской алмазоносной провинции, Северо-Африканской алмазоносной провинции и крупных месторождений в Канаде

## Биография
Родился 6 апреля 1938 года в в Москве. Закончил среднюю школу № 7 с серебряной медалью.
В 1959 году окончил с отличием Геологический факультет МГУ, по специальности «Геологическое картирование и поиски полезных ископаемых» Дипломную работу по теме «Молодой вулканизм Центрального Кавказа в верховьях рек Чегем и Черек» выполнил под руководством Е.Е. Милановского
В 1959—1971 годах работал в Вилюйской и Алданской экспедициях Всесоюзного аэрогеологического треста (ВАГТ) геологом, начальником партии, главным геологом экспедиции.
В 1966 году заочно окончил Московский геологоразведочный институт нефти и газа имени И. М. Губкина, по специальности «Геофизические методы поисков и разведки месторождений полезных ископаемых».
Кандидат геолого-минералогических наук (1969) — тема диссертации: «Дайки и трубки Ингилийского района и их петрографический состав: (Восточная часть Алданского щита)». Доктор геолого-минералогических наук (1983) — тема диссертации: «Некимберлитовые месторождения алмазов».
В 1971-2004 годах работал главным научным сотрудником отдела геологии и экономики алмазных месторождений, заведующим отделом Центрального научно-исследовательского геологоразведочного института цветных и благородных металлов (ЦНИГРИ). Теоретически обосновал и практически подтвердил алмазоносность некимберлитовых горных пород. Являлся куратором Мингео СССР по поискам алмазов в новых районах. 
Участвовал в геологопоисковых работах в Монголии и Алжире. В качестве приглашённого профессора читал лекции в университетах Австралии, Японии, Великобритании.
Работает главным научным сотрудником Института геохимии и аналитической химии имени В. И. Вернадского РАН. Основное научное направление работ – геохимия алмазообразующих сред и полигенез алмаза. 
В 1994—2017 годах работал в Канаде — президент KM Diamond Exploration Ltd., Ванкувер. Выполнял и консультировал геолого-разведочные работы на алмазы в Канаде, Бразилии, Венесуэле, Африке, Австралии и Азии.
15 ноября 2019 года был избран членом-корреспондентом РАН по специальности геохимия, ОНЗ РАН. 

## Семья
Отец – В. С. Каминский, профессор-химик, мать – О. В. Потапенко-Каминская, филолог, сын – В. Ф. Каминский, профессор-геофизик; дед — В. О. Потапенко, один из основателей механизированного производства обуви в городе Кимры, дядя — американский физик Г. В. Потапенко

## Награды, премии и звания
- 1991 — Государственная премия СССР за создание и разработку методов прогнозирования, поисков и разведки алмазных месторождений.
- Орден «Знак Почета»
- Орден «Трудового Красного Знамени»[9]
- Медаль «Ветеран труда»
- 1997 — Медаль «В память 850-летия Москвы»
- 2003 — Association of Professional Engineers and Geoscientists of British Columbia (APEGBC) Meritorious Achievement Award.